# Kövi székicsér
A kövi székicsér (Glareola nuchalis) a madarak osztályának lilealakúak (Charadriiformes) rendjébe, ezen belül a székicsérfélék (Glareolidae) családjába tartozó faj.

## Rendszerezése
A fajt George Robert Gray angol zoológus írta le 1849-ben.

## Alfajai
- Glareola nuchalis liberiae Schlegel, 1881
- Glareola nuchalis nuchalis G. R. Gray, 1849
- Glareola nuchalis torrens Clancey, 1981[2]

## Előfordulása
Afrikában, Angola, Benin, Bissau-Guinea, Botswana, Burundi, Dél-Szudán, Elefántcsontpart, Egyenlítői-Guinea, Etiópia, Gabon, Ghána, Guinea, Kamerun, Kenya, a Kongói Köztársaság, a Kongói Demokratikus Köztársaság, a Közép-afrikai Köztársaság, Libéria, Malawi, Mali, Mauritánia, Mozambik, Niger, Ruanda, Sierra Leone, Szudán, Tanzánia, Togo, Uganda, Zambia és Zimbabwe területén honos.
Természetes élőhelyei a szikes lagúnák, tavak, folyók és patakok környéke. Vonuló faj.

## Megjelenése
Testhossza 19 centiméter, testtömege 43-52 gramm.
|  |

## Életmódjuk
Főleg legyekkel, lepkékkel, hangyákkal, bogarakkal, szöcskékkel és kabócákkal táplálkozik, melyet a levegőben kap el.

## Szaporodása
A tojó 1-2 tojást rak egy sima mélyedésébe, víz közelében.

## Természetvédelmi helyzete
Az elterjedési területe rendkívül nagy, egyedszáma pedig csökken, de még nem éri el a kritikus szintet. A Természetvédelmi Világszövetség Vörös listáján nem fenyegetett fajként szerepel.